# Castrul roman de la Bucium
Castrul roman se găsește pe teritoriul localității Bucium, județul Hunedoara, Transilvania, în locul numit "Piatra Grădiștii".